# Mario Fabbrocino
Mario Fabbrocino (Ottaviano, 5 gennaio 1943 – Parma, 23 aprile 2019) è stato un mafioso italiano, legato alla Camorra e capo del clan Fabbrocino dal 1982 al suo arresto, avvenuto nel 2005. Era soprannominato ‘o Gravunaro (il carbonaio) o il Boss dei due mondi, per via del fatto che aveva trascorso buona parte della sua latitanza in Sud America, da dove continuava a gestire la sua organizzazione criminale.

## Biografia
Originario di San Gennarello di Ottaviano, è stato uno dei promotori della Nuova Famiglia, un'organizzazione camorristica nata alla fine degli anni settanta per contrastare la Nuova Camorra Organizzata di Raffaele Cutolo.
Nell'ottobre del 1980, Raffaele Cutolo gli fa uccidere il fratello Francesco, in conseguenza del suo rifiuto di associarsi alla NCO. L'occasione per vendicarsi, per Fabbrocino, giunge 10 anni dopo, nel dicembre del 1990, allorché questi riesce ad accordarsi con la 'ndrangheta per far uccidere Roberto Cutolo, figlio del Professore di Ottaviano. Tra i calabresi e Fabbrocino avvenne uno scambio di favori: i primi uccisero Roberto Cutolo, il quale si trovava in soggiorno obbligato a Tradate, e Fabbrocino ricambiò la cortesia organizzando l'assassinio - consumatosi poco dopo - di Salvatore Batti, rivale numero uno dei calabresi, che era fuggito da Milano per fare ritorno nel suo paese d'origine, San Giuseppe Vesuviano, al fine di sfuggire alla guerra che, a Milano, lo vedeva contrapposto ai boss 'ndranghetisti Giuseppe Flachi e Franco Coco Trovato.
Nel 1980 si unisce a Michele Zaza per proteggersi dalle trame di Cutolo (Zaza in quegli anni,  potendo fregiarsi della sua affiliazione a Cosa nostra siciliana, era uno dei boss camorristi più autorevoli).
È intorno al 1982 che Fabbrocino, grazie al potere accumulato, si distacca da Zaza e costituisce, con i fratelli Russo di Nola e Fiore D'Avino di Somma Vesuviana, un'associazione camorristica autonoma capace di opporsi militarmente ai cutoliani e di controllare, dopo averlo epurato da quest'ultimi, un vasto territorio tra il nolano e il Vesuvio che comprende diversi territori: San Gennaro Vesuviano e San Giuseppe Vesuviano, Ottaviano e San Gennarello, Palma Campania e parte di Terzigno.
Nel 1984 viene arrestato poiché sospettato di essere uno dei mandanti della strage di Torre Annunziata, fatto delittuoso per il quale Fabbrocino fu assolto poiché Carmine Alfieri, come da lui stesso dichiarato, comprò la sentenza di secondo grado. Il 22 settembre 1987, mentre era detenuto nel carcere di Bellizzi Irpino, gli furono concessi gli arresti domiciliari in clinica, per curarsi da dei problemi cardiaci, ma il 14 novembre scappa e inizia la sua latitanza durata circa 10 anni.
Il 3 settembre 1997 viene arrestato in un elegante appartamento a una trentina di chilometri da Buenos Aires e viene rinchiuso nella stessa cella che aveva da poco ospitato Diego Armando Maradona. Nel 2001 viene estradato. Nel luglio 2002 viene scarcerato per scadenza dei termini di custodia cautelare e sottoposto all'obbligo di firma. Quattro giorni dopo è di nuovo in carcere, rimanendoci fino ad agosto, con l'obbligo di firma presso la polizia giudiziaria.
Divenuto irrintracciabile nel 2004, il 14 agosto 2005 diviene ergastolano con l'accusa degli omicidi di Roberto Cutolo e Salvatore Batti, condanna confermata nel 2006.

### Morte
Il 23 aprile 2019 Fabbrocino è morto all'età di 76 anni in un ospedale di Parma, la città dove era detenuto, e sei giorni dopo venne seppellito nel cimitero di Ottaviano.